# Fédération australienne de baseball
Pour les articles homonymes, voir ABF.
La Fédération australienne de baseball (Australian Baseball Federation ou ABF) est l'instance gérant le baseball en Australie. Elle est fondée en 1926.

## Historique
La première tentative de création d'une fédération nationale de baseball en Australie remonte à août 1912 et la formation de l'Australian Baseball Council. Fondée par les dirigeants du baseball en Nouvelle Galles du Sud, au Victoria et en Australie-Méridionale, l'organisation peine à rassembler et ce sont surtout les tournée américaines organisées par Charles Comiskey et John McGraw qui contribuent à l'essor de la pratique sur le territoire que la récemment formée ABC.
En 1926, l'ABC est réformé et devient l'Australian Baseball Federation. Le baseball se développe très vite et le nombre de clubs double en l'espace de quelques années dans des états tels que celui de l'Australie méridionale. Dans les années 1930, l'ABF crée la Claxton Shield, qui restera jusqu'à 1989 l'unique compétition nationale de baseball sur le territoire australien.
En 1989, une Ligue australienne de baseball est formée et dure 10 ans avant de péricliter pour raisons financières. Rachetée par un ancien major-leaguer, David Nilsson, l'ABL devient Ligue internationale de baseball australien (IBLA) entre 1999 et 2002 puis connait le même sort. La Claxton Shield redevient la compétition référence gérée par la fédération australienne.
En 2010, l'ABL fait son retour, financée à 25 % par la Fédération australienne et à 75 % par la Ligue majeure de baseball. Elle est dirigée depuis 2005 par Goeff Pearce.

## Organisation
Le siège de l'ABF se situe au Palm Meadows International Baseball Facility à Carrara sur la Gold Coast dans le Queensland. C'est le point de rassemblement des équipes nationales et principal lieu du programme académique australien de la Ligue majeure de baseball (MLBAAP).
La fédération est dirigée par un comité exécutif de 7 personnes:
| Nom            | Qualité           |
| -------------- | ----------------- |
| Geoff Pearce   | Président         |
| Colin Pitt'    | Vice-président    |
| Ron Finlay     | Directeur         |
| Deborah Healey | Directeur         |
| Peter Williams | Directeur         |
| David Hynes    | Directeur         |
| John May       | Directeur général |

': Colin Pitt a démissionné le 6 mars 2010.
Le comité directeur a sous sa responsabilité un conseil représentant les associations des états ou territoires d'Australie: Baseball ACT pour le Territoire de la capitale australienne, Baseball NSW pour la Nouvelle Galles du Sud, Baseball NT pour le Territoire du Nord, Baseball Queensland pour le Queensland, Baseball SA pour l'Australie-Méridionale, Baseball Victoria pour le Victoria et Baseball WA pour l'Australie Occidentale.

## Diamond Awards
Les Baseball Australia Diamond Awards sont une récompense annuelle décernée par la Fédération australienne de baseball depuis 2006. Elle récompense des joueurs, managers ou personnalités ayant servi de manière exceptionnelle le baseball australien. Une cérémonie se déroule chaque année à l'issue de la saison sportive, traditionnellement en février. C'est à cette occasion que le Temple de la renommée du baseball australien intronise ses nouveaux membres.

## Hall of Fame
En 2002, l'ABF nomme un Heritage Committee chargé de réfléchir à la création d'un Temple de la renommée du baseball australien. Il doit rassembler des joueurs, entraineurs et managers reconnus pour avoir eu une carrière exceptionnelle et contribué à la renommée du baseball australien sur une période de plusieurs années.
La première sélection officielle est annoncée en décembre 2004 et l'introduction se fait le 27 janvier 2005 lors de la cérémonie d'inauguration.
De nouveaux membres sont élus chaque année depuis.